# Sa'd ibn Abi Waqqas
Saʿd b. Abī Waqqāṣ (in arabo ﺳﻌﺪ ﺑﻦ ﺍﺑﻲ ﻭﻗﺎﺹ‎?; La Mecca, tra il 595 e il 599 – Medina, 664) è stato un mercante e condottiero arabo.
Appartenente al clan coreiscita dei Banu Zuhra, fu tra i primi a convertirsi all'Islam (nel 611 o nel 612) e fu uno dei Dieci Benedetti, Compagni del profeta Maometto a cui questi aveva rivelato, già in vita, il premio eterno del Paradiso.
Per l'affermazione della Umma islamica divenne anche un valoroso guerriero e fu il protagonista della conquista della Persia sasanide.

## Biografia
Era figlio di Malik b. Uhayb b. ʿAbd Manaf b. Zuhra che aveva come kunya Abū Waqqāṣ. Secondo una tradizione, quando Saʿd chiese al Profeta chi fosse, questi gli rispose: 
Muhammad riconobbe Saʿd come suo cugino materno, perché apparteneva allo stesso clan di sua madre, venendo per questo talora ricordato come Saʿd al-Zuhra.
In base ai ḥadīth, Saʿd b. Abī Waqqās si convertì presto all'Islam e fu il primo a combattere e versare il proprio sangue in nome dell'Islam. Partecipò, infatti, a tutte le battaglie del Profeta. Al contrario la tradizione sciita non ha un'opinione del tutto positiva di Saʿd.
Il secondo califfo ʿUmar affidò a Saʿd il compito di guidare le truppe musulmane nella conquista dell'Iraq, che egli realizzò grazie alla vittoria in numerose battaglie tra il 635 e il 640. Molti criticarono l'assenza di Saʿd durante la battaglia di al-Qadisiyya, con cui i musulmani riescono a cacciare i Sasanidi dall'Iraq.
La conquista dell'Iraq condusse alla fondazione di al-Kūfa, accampamento (miṣr) per i soldati musulmani e presto vera e propria città. Saʿd fu il primo governatore di essa ma fu in seguito destituito dal secondo califfo a causa del malcontento dei Kufani. Fu infatti accusato di non saper guidare la preghiera canonica adeguatamente, di essere ingiusto e di non distribuire equamente i bottini di guerra. ʿUmar fece per questo bruciare la sua lussuosa ed elegante residenza di Kufa, scandalosa agli occhi dei pii musulmani.
Ciò nonostante ʿUmar volle che anche Saʿd, insieme agli altri sei Compagni, partecipasse alla shūra per scegliere il suo successore nel 644. Alcune fonti, al contrario, negano la presenza di Saʿd nella shūra.
In occasione dello scontro tra ʿAlī e Mu'awiya ibn Abi Sufyan, che si contendevano il potere, Saʿd ricoprì una posizione neutrale e non volle schierarsi a favore di nessuno dei due. La sua neutralità è stata interpretata come una manifestazione di distacco ascetico dalle cose terrene.
Trascorse l'ultimo periodo della sua vita nella residenza di al-Aqīq, vicino a Medina. Morì durante l'epoca del califfato di Muʿāwiya e, dopo la sua morte, fu seppellito a Medina nel cimitero del Baqiʿ al-Gharqad.
Tutto ciò che è stato tramandato su Saʿd è stato molto spesso rielaborato, per cui molte informazioni sulla sua vita non possono essere considerate completamente oggettive e attendibili perché influenzate dalle esigenze agiografiche, dal bisogno di storie gradevoli ( adab ) e dall'atteggiamento polemico di chi era ostile a Saʿd.
Nel 650 Sa'd avrebbe costruito a Canton la prima moschea in Cina (tuttora esistente), con il permesso dell'imperatore Gao Zong.